# Ombudsman (Haut-Karabagh)
 (décembre 2023).
L'Ombudsman (arménien : Պաշտպան ; russe : Омбудсман) est une autorité administrative indépendante du Haut-Karabagh (république d'Artsakh). Son rôle est de veiller au respect des droits de l'homme dans la république.